# Nola variegata
Nola variegata är en fjärilsart som beskrevs av Barend J. Lempke 1960. Nola variegata ingår i släktet Nola och familjen trågspinnare. Inga underarter finns listade i Catalogue of Life.